# Кай Янсен
Кай Я́нсен (нід. Kai Jansen; нар. 29 травня 2007) — нідерландський футболіст, півзахисник клубу «Геренвен».

## Клубна кар'єра
Виступав за юнацьку команду «Алсідес», а 2017 року приєднався до академії «Геренвена». 23 квітня 2025 року підписав з клубом свій перший професіональний контракт, що розрахований до літа 2027 року.
10 травня 2025 року дебютував в основному складі «Геренвена» в матчі Ередивізі проти «Валвейка», вийшовши на заміну Іону Ніколаєску.

## Статистика виступів
Станом на 10 травня 2025
| Клуб              | Сезон             | Чемпіонат         | Чемпіонат | Чемпіонат | Кубок | Кубок | Єврокубки | Єврокубки | Інші  | Інші | Всього | Всього |
| Клуб              | Сезон             | Дивізіон          | Матчі     | Голи      | Матчі | Голи  | Матчі     | Голи      | Матчі | Голи | Матчі  | Голи   |
| ----------------- | ----------------- | ----------------- | --------- | --------- | ----- | ----- | --------- | --------- | ----- | ---- | ------ | ------ |
| Геренвен          | 2024–25           | Ередивізі         | 1         | 0         | 0     | 0     | —         | —         | —     | —    | 1      | 0      |
| Всього за кар'єру | Всього за кар'єру | Всього за кар'єру | 1         | 0         | 0     | 0     | 0         | 0         | 0     | 0    | 1      | 0      |